# Winkelcentrum Westerwater
Winkelcentrum Westerwater is een winkelcentrum in de plaats Berkel en Rodenrijs, gemeente Lansingerland, in de Nederlandse provincie Zuid-Holland. Het winkelcentrum ligt ten westen, op loopafstand, van het oude centrum en de Dorpskerk. Ten westen van het winkelgebied ligt de wijk Meerpolder.
Het niet overdekte winkelcentrum beslaat 8.640 m² aan winkels met 38 verkooppunten. Het is ontworpen door Inbo Architecten BNA en gebouwd in 1997.
In het centrum staat 'Visch', een kunstwerk van een opgetilde aan mootjes gehakte vis, van beeldend kunstenaar Jan Samsom uit 1997.